# Окра
Окра, Староруднянский канал (біл. Окра, Стараруднянскі канал) — річка в Жлобинському районі Гомельської області Білорусі, ліва притока Дніпра. 
Довжина Окри 31 км. Площа водозбору 293 км². Середньорічна витрата води в гирлі 1,2 м³/с. Середній нахил водної поверхні 0,6 %. 
Починається біля південної околиці села Кірове, Гирло за 3 км на захід від села Барауха. Тече по Придніпровській низині. 
Основна притока — річка Руденка (зліва). Долина на великому протязі відкрита, трапецієподібна, шириною від 0,3 км до 2,5 км. Заплава двостороння, Лугова, у нижній течії заболочена (ширина 150-350 м). Русло каналізоване протягом 14,5 км (від витоку до гирла річки Руденко), на решті протягу звивисте; ширина річки в межах 5-15 м. Береги помірно круті, в нижній течії обривисті, висотою 0,5-1,5 м. У басейні річки (на заплаві Дніпра) озера Велике, Бутач.
Біля річки населені пункти Стара Рудня, Завод, Баранівка, Сухий Острів (нежилий).